# بریگهم سیتی (یوتا)
بریگهم سیتی (به انگلیسی: Brigham City) شهری در ایالت یوتا کشور ایالات متحده آمریکا است که جمعیت آن در سرشماری سال ۲۰۱۰ میلادی، ۱۷٬۸۹۹ نفر بوده‌است.